# Igreja de Nossa Senhora da Luz (Flamengos)
A Igreja de Nossa Senhora da Luz localiza-se na freguesia dos Flamengos, concelho da Horta, na ilha do Faial, nos Açores.

## História
Sede da paróquia do vale dos Flamengos, remonta a uma ermida construída pelos primeiros povoadores do Faial, ou seja, pelos companheiros do capitão do donatário, Joss van Hurtere.
Antes de 1591, quando o padre Gaspar Frutuoso esteve na ilha, já era uma igreja com três naves e de cinco colunas, "grande e bem feita", como a regista no Livro VI das suas Saudades da Terra.
Foi um dos templos saqueados e incendiados na Horta, em agosto de 1597, por Sir Walter Raleigh, da armada sob o comando de Robert Devereux, 2º conde de Essex, vindo a ser reconstruída em 1607 à custa da Fazenda Real.
Posteriormente, em 1736, o seu vigário à época, padre Manuel de Brum e Silveira promoveu-lhe vários e importantes trabalhos, ficando porém o telhado mais alto que o frontespício.
No século XIX foi objeto de nova campanha de melhoramentos.
Quando do terramoto de agosto de 1926 no Faial ficou severamente danificada, sendo recuperada pelo então vigário, padre João Goulart Cardoso. Na noite de 9 de setembro de 1938 foi presa de violento incêndio que consumiu altares, imagens e alfaias, salvando-se apenas o pouco que se encontrava na sacristia. Foi reconstruída por volta de 1940, graças às esmolas dos paroquianos e de emigrantes faialenses nos Estados Unidos. Em meados da década de 1950 encontrava-se novamente em funções como igreja paroquial.
Foi destruída pelo terramoto de 1998.